# Bevillning
Bevillning är en extra skatt som staten tillfälligt tar ut när de ordinarie inkomsterna inte räcker till. I Sverige kan bevillningsskatter spåras till 1300-talets början. Vasakungarna fick vid flera tillfällen riksdagen att gå med på bevillningar. Ordet ”bevillning” började användas på 1600-talet; riksdagen ”beviljade” de tillfälliga skatterna. Under det tidiga 1700-talet blev pålagan i stort sett permanent och kallades ”allmän bevillning”. Till bevillningsskatterna räknas tull- och stämpelavgifter, värnskatter och dylikt.